# At-Taghabun
At-Taghabun “As Defraudações Recíprocas” (do árabe: سورة التغابن) é a sexagésima quarta sura do Alcorão e tem 18 ayats.